# Diaphractanthus homolepis
 Diaphractanthus homolepis   Humbert, 1923 è un genere di piante angiosperme dicotiledoni della famiglia delle Asteraceae. La specie Diaphractanthus homolepis  è anche l'unica del genere Diaphractanthus  Humbert, 1923.

## Etimologia
Il nome scientifico della specie è stato definito per la prima volta dal botanico Jean-Henri Humbert (1887-1967) nella pubblicazione " Mémoires de la Société Linnéenne de Normandie. Paris" ( Mém. Soc. Linn. Normandie 25 (Composées Madag.): 32) del 1923. Il nome scientifico del genere è stato definito per la prima volta dal botanico Jean-Henri Humbert (1887-1967) nella pubblicazione " Les Composées de Madagascar. Caen" ( Compos. Madagascar 31, 280) del 1923 .

## Descrizione
Diaphractanthus homolepis è una erbacee con cicli biologici annuali. Sulla superficie di queste piante sono presenti peli di tipo sericeo.
Le foglie sono disposte in modo alterno (raramente sono a spirale o opposte) oppure rosulate (a rosetta). Possono essere sia picciolate che sessili. La lamina in genere è intera e stretta; la consistenza può essere membranacea. Le venature normalmente sono pennate. I margini sono continui o seghettati. La superficie è ghiandolosa.
L'infiorescenza è formata da numerosi capolini peduncolati. La struttura dei capolini è quella tipica delle Asteraceae: un peduncolo sorregge un involucro a forma spesso campanulata composto da circa 30 squame (o brattee) disposte su circa 4 serie embricate che fanno da protezione al ricettacolo sul quale s'inseriscono i fiori di tipo tubuloso. Le brattee dell'involucro, verdi con margini scariosi, a volte sono divise in esterne e interne. Il ricettacolo normalmente è provvisto di pagliette.
I fiori, da 10 a 15, sono tetra-ciclici (ossia sono presenti 4 verticilli: calice – corolla – androceo – gineceo) e pentameri (ogni verticillo ha in genere 5 elementi). I fiori sono inoltre ermafroditi e actinomorfi.
- Formula fiorale:

*/x K {\displaystyle \infty }, [C (5), A (5)], G 2 (infero), achenio
- Calice: i sepali del calice sono ridotti ad una coroncina di squame.
- Corolla: la corolla è cosparsa di ghiandole; i lobi sono sericei. Il colore è biancastro.
- Androceo: gli stami sono 5 con filamenti liberi e distinti, mentre le antere sono saldate in un manicotto (o tubo) circondante lo stilo.[12] Le antere sono prive di coda; in genere sono prive di ghiandole. Il polline è del tipo triporato (con le fessure di germinazione costituite da tre pori) ma anche tricolporato (con tre aperture sia di tipo a fessura che tipo isodiametrica o poro)[13]; non è di tipo "lophato".
- Gineceo: lo stilo è filiforme con base con larghi nodi o protuberanze. Gli stigmi dello stilo sono due lunghi e divergenti; sono sottili, pelosi e con apice acuto. L'ovario è infero uniloculare formato da 2 carpelli. Gli stigmi hanno la superficie stigmatica interna (vicino alla base).[14]

I frutti sono degli acheni con pappo. Gli acheni hanno 10 coste. Sulla superficie degli acheni sono presenti delle dense ghiandole; non è presente il tessuto tipo fitomelanina e tipo idioblasto; i rafidi non sono visibili. Il pappo è di tipo coroniforme con 4 - 5 scaglie dentate.

## Biologia
- Impollinazione: l'impollinazione avviene tramite insetti (impollinazione entomogama tramite farfalle diurne e notturne).
- Riproduzione: la fecondazione avviene fondamentalmente tramite l'impollinazione dei fiori (vedi sopra).
- Dispersione: i semi (gli acheni) cadendo a terra sono successivamente dispersi soprattutto da insetti tipo formiche (disseminazione mirmecoria). In questo tipo di piante avviene anche un altro tipo di dispersione: zoocoria. Infatti gli uncini delle brattee dell'involucro si agganciano ai peli degli animali di passaggio disperdendo così anche su lunghe distanze i semi della pianta.

## Distribuzione e habitat
La specie di questa voce si trova unicamente nel Madagascar.

## Tassonomia
La famiglia di appartenenza di questa voce (Asteraceae o Compositae, nomen conservandum) probabilmente originaria del Sud America, è la più numerosa del mondo vegetale, comprende oltre 23 000 specie distribuite su 1 535 generi, oppure 22 750 specie e 1 530 generi secondo altre fonti (una delle checklist più aggiornata elenca fino a 1 679 generi). La famiglia attualmente (2021) è divisa in 16 sottofamiglie.

### Filogenesi
Le specie di questo gruppo appartengono alla sottotribù Erlangeinae descritta all'interno della tribù Vernonieae Cass. della sottofamiglia Vernonioideae Lindl.. Questa classificazione è stata ottenuta ultimamente con le analisi del DNA delle varie specie del gruppo. Da un punto di vista filogenetico in base alle ultime analisi sul DNA la tribù Vernonieae è risultata divisa in due grandi cladi: Muovo Mondo e Vecchio Mondo. I generi di Erlangeinae appartengono al subclade relativo all'Africa tropicale e meridionale (l'altro subclade africano comprende anche specie delle Hawaii) frammisti ai generi di altre sottotribù; si tratta quindi di un clade non ancora ben risolto filogeneticamente.
La sottotribù, e quindi i suoi generi, si distingue per i seguenti caratteri:
- le specie della sottotribù sono principalmente di origine Africana;
- nella pubescenza sono presenti peli da asimmetrici a simmetrici a forma di "T";
- alcune specie hanno delle foglie pennate divise in segmenti;
- le infiorescenze in genere non sono sottese alla base da brattee fogliacee;
- il polline varia da triporato a tricolporato;
- gli acheni possono avere da 4 a 12 coste;
- il pappo è cupoliforme.

In precedenza la tribù Vernonieae, e quindi la sottotribù di questo genere, era descritta all'interno della sottofamiglia Cichorioideae.
I caratteri distintivi per le specie di questo genere sono:
- gli acheni hanno10 coste e sono densamente ghiandolosi;
- le foglie sono strette con una lunghezza di 1-2 cm;
- i lobi della corolla sono sericei per peli rigidi;
- i fiori per capolino sono 10 - 15 e colorati di biancastro.